# A Impostora
A Impostora é uma telenovela portuguesa produzida pela Plural Entertainment, transmitida pela TVI de 4 de setembro de 2016 a 30 de novembro de 2017 substituindo Santa Bárbara e sendo substituída por Jogo Duplo. Foi escrita por António Barreira e dirigida por Jorge Queiroga, e teve filmagens em Portugal e em África.
Foi protagonizada por Dalila Carmo, Fernanda Serrano e Diogo Infante.
Foi reemitida pela TVI Ficção desde 7 de novembro de 2018 até 13 de dezembro de 2019.

## Sinopse

### 1ª temporada
Vitória (Dalila Carmo) e Verónica (Dalila Carmo) são duas gémeas idênticas, que emigraram para Moçambique há oito anos, tendo ali visto uma terra de oportunidades, após uma tragédia ocorrida em Lisboa. Durante uma festa, Vitória é violada. Dessa violação, nasce Jaiminho (André Carvalho). Atualmente com 7 anos, a criança tem cancro, cujo tratamento é muito caro e tem que ser realizado fora de Moçambique. Nessa altura, a vida das duas irmãs volta a cruzar-se com a de Frederico Varela (Pedro Lamares), um inescrupuloso empresário português, que se encontra em Maputo. As duas irmãs trabalhavam no hotel do pai dele, quando se deu a violação.
Frederico é casado com Diana (Fernanda Serrano), uma bem-sucedida médica-investigadora na área do cancro em Lisboa. É daqueles homens que acham que o dinheiro tudo compra e faz uma proposta milionária a Vitória, para que esta seja sua acompanhante numa viagem pelo Chile e pelos Estados Unidos, em troca de dinheiro para salvar a vida de Jaiminho. Pensando na cura da criança, Vitória embarca com Frederico, mas o avião onde os dois viajam desaparece misteriosamente no Pacífico. Os dois são dados como mortos.
Depois de descobrir que a irmã foi vítima dum embuste e quase certa de que Frederico foi o violador de quem Vitória nunca quis falar, Verónica toma uma atitude drástica para poder curar o sobrinho (que acha que está na presença da verdadeira mãe). Assume a identidade da irmã, mostrando-se disposta a tudo para destruir a família de Frederico.
Forjando documentos e situações, Verónica apresenta-se perante Diana como uma segunda mulher de Frederico, reivindicando metade dos bens do falecido. A guerra entre Diana e Verónica torna-se ainda mais acérrima, quando as duas disputam o mesmo homem: Rodrigo (Diogo Infante).
Rodrigo é irmão de Frederico e perdeu Diana para este no passado. Emigrou para o Chile, onde fez carreira como maestro no Teatro Municipal de Santiago, mas, após a morte do irmão no acidente de viação, regressa a Portugal. Encontra o seu antigo amor, Diana, com quem vive em permanente tensão, agudizada pela presença de Verónica, que se apaixona pelo falso cunhado e tudo faz para o manter afastado da sua arqui-inimiga.

### 2ª temporada
Meses depois e sem a sua filha nos braços, Verónica continua em prisão preventiva, a pagar por um crime que não cometeu. Longe de tudo, Verónica vive um verdadeiro pesadelo. O seu advogado quer que ela assuma a culpa da morte de Samuel (Ery Costa) e a vida de Verónica não podia ser mais difícil na cadeia: várias reclusas decidem fazer-lhe a vida negra sempre que têm oportunidade.
Daniel (Graciano Dias) consegue livrar-se da prisão, após raptar a filha de Diana, mas parece que ainda não é desta que se vai redimir dos seus pecados. Daniel sai pronto a conseguir dinheiro, nem que para isso tenha de assaltar o escritório de Samuel.
Depois de deixar o Ximbengo, Patrícia (Maya Booth) volta a Lisboa e será a grande aliada de Verónica. Ela fará de tudo para tirar sua nova amiga da cadeia.
Parece que os tempos de rebelde já lá vão e Guta (Bárbara Branco) volta, finalmente, a focar-se no seu sonho: ser cantora. Lázaro (Evando Gomes) estará ao seu lado, como sempre.
Depois do que aconteceu com Samuel, Rodrigo mostrou-se arrependido de se ter tornado «cúmplice» de Verónica, sem saber que ao deixar Samuel amarrado, o deixaria vulnerável para quem o quisesse assassinar. Mas isso não vai deter Rodrigo de continuar a querer fazer justiça.

## Elenco
| Ator/Atriz               | Personagem                               | Temporada             | Temporada    |
| Ator/Atriz               | Personagem                               | 1                     | 2            |
| ------------------------ | ---------------------------------------- | --------------------- | ------------ |
| Dalila Carmo             | Vitória Mendes                           | Participação          | Ausente      |
| Dalila Carmo             | Verónica Mendes / Vitória Mendes (falsa) | Antagonista           | Protagonista |
| Diogo Infante            | Rodrigo Varela                           | Protagonista          | Protagonista |
| Fernanda Serrano         | Diana Martins Varela / Paula             | Protagonista          | Antagonista  |
| Rita Cruz                | Yara Manhiça Varela                      | Regular               | Regular      |
| Maria do Céu Guerra      | Lucrécia Alves                           | Regular               | Ausente      |
| Nicolau Breyner (†)      | Edmundo Ferreira Gaspar                  | Regular               | Ausente      |
| Fernando Luís            | Ricardo Varela                           | Regular               | Regular      |
| António Pedro Cerdeira   | Paulo de Jesus Pires (Paulinho)          | Regular               | Regular      |
| Maria José Paschoal      | Juliana Morgado                          | Participação          | Regular      |
| Ana Cristina de Oliveira | Rita Nogueira / Diana Martins            | Ausente               | Regular      |
| Alba Baptista            | Beatriz Martins Varela                   | Regular               | Regular      |
| Ana Varela               | Salome Ferreira Gaspar                   | Regular               | Regular      |
| André Carvalho           | Jaime Mendes «Jaiminho»                  | Regular               | Regular      |
| Bárbara Branco           | Maria Augusta Lencastre Varela (Guta)    | Regular               | Regular      |
| Carlos Vieira            | Rafael Vale                              | Ausente               | Regular      |
| Carloto Cotta            | Matias Novaes                            | Ausente               | Regular      |
| Celso Roberto            | Raúl Bandiza                             | Ausente               | Regular      |
| Diogo Amaral             | Gustavo Martins                          | Regular               | Regular      |
| Diogo Costa Reis         | Gabriel Lopes                            | Ausente               | Regular      |
| Elisa Lisboa             | Maria Amélia Martins                     | Ausente               | Regular      |
| Elmano Sancho            | Celso Chaves                             | Regular               | Ausente      |
| Ery Costa                | Samuel Matshine                          | Regular               | Ausente      |
| Evandro Gomes            | Lázaro Alves (La Zer)                    | Regular               | Regular      |
| Eunice Munõz (†)         | Pureza Ferreira da Costa                 | Regular               | Regular      |
| Fernanda Lapa (†)        | Amália                                   | Participação          | Ausente      |
| Fernando Pires           | Valentim Costa                           | Regular               | Regular      |
| Graciano Dias            | Daniel Figueiredo                        | Regular               | Regular      |
| Gonçalo Cabral           | Carlos Matshine                          | Regular               | Regular      |
| Helena Isabel            | Assunção Ferreira da Costa Lancastre     | Regular               | Regular      |
| Isaac Alfaiate           | Miguel Fonseca                           | Regular               | Ausente      |
| Isabel Sousa             | Muzima Xavier                            | Regular               | Regular      |
| João Pedro Dantas        | Martim Pinto Guedes                      | Ausente               | Regular      |
| João Perry               | Jacinto Mendes                           | Regular               | Regular      |
| Joana Seixas             | Íris Machado                             | Regular               | Regular      |
| Lourdes Norberto         | Ann Blumm                                | Regular               | Regular      |
| Luís Lucas               | Renato Bettencourt Rodrigues             | Ausente               | Regular      |
| Madalena Brandão         | Marta Manhiça Varela                     | Regular               | Regular      |
| Manuel Wiborg            | Inspetor Alberto Camacho                 | Participação          | Regular      |
| Marcantónio Del Carlo    | Bernardo Vieira                          | Ausente               | Regular      |
| Maria Leite              | Luísa Fontes                             | Regular               | Regular      |
| Maya Booth               | Patrícia Carolino                        | Regular               | Regular      |
| Melânia Gomes            | Vânia Tavares                            | Regular               | Regular      |
| Mikaela Lupu             | Sofia Fontes                             | Regular               | Regular      |
| Nuno Nunes               | Inspetor Mota                            | Recorrente            | Regular      |
| Núria Madruga            | Felipa Ferreira da Costa Lancastre       | Regular               | Regular      |
| Patrícia Tavares         | Lígia Neto                               | Regular               | Regular      |
| Pedro Granger            | Afonso Varela                            | Regular               | Regular      |
| Pedro Lamares            | Frederico Varela                         | Participação          | Ausente      |
| Pedro Teixeira           | Gonçalo Pereira                          | Regular               | Regular      |
| Rodrigo Paganelli        | Dinis Martins Varela                     | Regular               | Ausente      |
| Rita Salema              | Guilhermina Fontes «Guigui»              | Regular               | Regular      |
| Sabri Lucas              | Padre Francisco                          | Regular               | Regular      |
| Sandra Faleiro           | Carolina Ferreira da Costa Lancastre     | Regular               | Regular      |
| Simone Santos            | Nicole Santos                            | Regular               | Regular      |
| Sofia Aparício           | Adelaide Carla Pires                     | Regular               | Regular      |
| Vítor Silva Costa        | Joaquim António Pires «Quitó»            | Regular               | Ausente      |
| António Marques (†)      | Henrique Varela                          | Participação Especial | Ausente      |

(†) Actor falecido

## Elenco Adicional
- Adérito Lopes - Dr. Lopes
- Alexandra Diogo - Amiga de Guilhermina
- Álvaro Faria - Dr. Cunha
- Américo Silva - Inspetor da Polícia
- Ana Brandão - Dra. Helena
- Ana Varela - Salomé Gaspar
- Anilson Eugénio - Mussa
- António Aldeia - Traficante
- Augusto Portela - Gerente Imobiliário
- Carminho Santos Saraiva - Diana (criança)
- Cláudio Teixeira
- Daniela Macário - Hospedeira de Bordo
- Dina Santos
- Elisabete Piecho - Margarida (funcionária do lar)
- Eloy Monteiro - Inspetor Sousa
- Ema Melo - Yara (criança)
- Eric da Silva
- Érica Rodrigues - Marina
- Eurico Lopes - Inspetor da PJ
- Fernando Cunha
- Fernando Lupach - Guarda Prisional
- Fernando Nobre - Padre
- Figueira Cid - Gomes
- Filipe Crawford - Oncologista
- Filomena Gigante - Benvinda
- Gonçalo Carvalho - Agente da Polícia
- Gonçalo Ferreira - Agente Garcia
- Grace Mendes
- Gustavo Rebelo
- Helena Canhoto
- Henrique de Carvalho
- Homero Castelbranco
- Hugo Sequeira - Agente Sequeira
- Ivo Alexandre - Marido de Vânia
- João Cobanco
- João D'Ávila - Ernesto
- João Lamosa
- João Dantas - Martim Pinto Guedes
- João Lobo
- João Saboga - Médico
- Joaquim Guerreiro - Empregado de Matshine
- Joel Branco - Juíz
- Jorge Mota
- Jorge Rolla
- José Mateus - Dr. Abreu
- José Topa - Traficante
- Leandro Pires - Cuamba
- Lídia Muñoz
- Luciano Gomes
- Lucinda Loureiro - Enfermeira que trata de Nicole
- Luís Barros - Agente da PSP
- Mafalda Tavares
- Manuel Lourenço - Psiquiatra que diagnostica doença a Beatriz
- Marcela Costa - Amiga de Felipa
- Marco Mendonça - Picasso
- Margarida Serrano - Rita (criança)
- Maria Simões - Isaura
- Mário Oliveira
- Miguel Cirillo - Agente Vitor
- Miguel Valle - Rodrigo
- Nádia Silva - Esperança
- Paulo Nery - Gerente do Banco
- Paulo Pinto - Advogado
- Pedro Barbeitos - Ibrahim
- Pedro Linares - Traficante
- Pedro Pernas
- Philippe Leroux
- Ricardo Duarte
- Ricardo Monteiro - Negociador
- Rita Stock - Amiga de Guilhermina
- Rodrigo Machado
- Rodrigo Trindade - Bob
- Romeu Costa
- Sérgio Quintana - Médico Chileno
- Sofia Sousa
- Viriato Quintela

## Banda sonora
A banda sonora original da telenovela foi lançada no dia 25 de novembro de 2016. O CD traz 20 canções, incluindo o tema principal da produção.
| N.º | Título                 | Música                         | Personagem                 | Duração |  |
| 1.  | "A Impostora"          | Áurea                          | Genérico                   | 2:50    |  |
| 2.  | "Espero por Ti"        | Anjos                          | Diana e Rodrigo            | 3:50    |  |
| 3.  | "A Will Love Him"      | Kika Cardoso                   | Guta e Lázaro              | 3:06    |  |
| 4.  | "Não me Deixes Ir"     | Paulo Sousa                    |                            | 3:09    |  |
| 5.  | "Heartland"            | André Viamonte                 | Gustavo                    | 3:32    |  |
| 6.  | "Não dá para fugir"    | Sensi                          | Carolina e Bruno           | 4:12    |  |
| 7.  | "Alive"                | Sia                            | Verónica                   | 2:50    |  |
| 8.  | "Como Dói"             | Anselmo Ralph                  |                            | 4:27    |  |
| 9.  | "I Wanna Be Your Hero" | Matias Damásio                 | Patrícia e Padre Francisco | 3:56    |  |
| 10. | "Shut Up"              | April Ivy                      | Luísa                      | 2:59    |  |
| 11. | "Ficar"                | Coração Noir                   | Filipa e Gonçalo           | 3:27    |  |
| 12. | "O Tempo do Fim"       | Rodrigo Leão                   | Rodrigo                    | 3:45    |  |
| 13. | "Paixão"               | Seda                           | Ligia                      | 4:05    |  |
| 14. | "Meu Amor"             | Pérola                         | Marta e Carlos             | 3:52    |  |
| 15. | "Atxa Normal"          | Tó Semedo                      | Patrícia e Padre Francisco | 4:22    |  |
| 16. | "Bo ke nha vida"       | Lonny Johnson                  |                            | 3:36    |  |
| 17. | "Saint and Sinners"    | Áurea                          | Diana                      | 4:19    |  |
| 18. | "Naptel Xulima"        | HMB ft. Enoque                 |                            | 3:24    |  |
| 19. | "Cerâmica Negra"       | Stewart Sukuma e Luís Represas | Yara                       | 4:07    |  |
| 20. | "Eliza Gomara Saia"    | Muxima                         |                            | 3:44    |  |

### Faixas Não Incluídas
- Filipe Delgado - O Melhor da Vida (Tema de Valentim e Paulinho)
- Sam Smith - Stay With Me (Tema de Diana e Rodrigo)
- Bruna Tatiana - Turn Tables
- Loony Jonhson - Acredito

## Lista de temporadas
| Resumo | Resumo | Episódios | Episódios | Originalmente exibido | Originalmente exibido  |
| Resumo | Resumo | Episódios | Episódios | Estreia da temporada  | Final da temporada     |
| ------ | ------ | --------- | --------- | --------------------- | ---------------------- |
|        | 1      | 111       | 111       | 4 de setembro de 2016 | 28 de janeiro de 2017  |
|        | 2      | 230       | 230       | 30 de janeiro de 2017 | 30 de novembro de 2017 |

### Exibição Internacional
No Brasil, a trama está disponível com exclusividade na plataforma de streaming Globoplay, a primeira temporada foi disponibilizada em 21 de fevereiro de 2022 e a segunda temporada em 3 de outubro de 2022.

## Audiências
Na estreia, dia 4 de setembro de 2016, A Impostora foi líder e marcou 13,5% de rating e 29,2% de share, com cerca de 1 milhão e 282 mil espectadores, sendo um dos resultados mais fraco de uma estreia de uma telenovela da TVI. Liderando nas primeiras semanas, a novela era exibida dentro de um bloco divido em dois episódios de A Única Mulher. Teve o seu episódio mais visto no dia 15 de setembro de 2016 marcando 15,3% de rating e 33,6% de share com 1 milhão e 479 mil espectadores. Após esta última ter ocupado o seu novo horário regularmente, A Impostora foi lentamente descendo para 2º lugar e começou a ser ultrapassada pela concorrência.
A 28 de janeiro de 2017, sábado, o último episódio da primeira temporada registou 11,9% de rating e 28,1% de share, com cerca de 1 milhão e 130 mil espectadores, líder no horário. A segunda temporada estreia dois dias depois, segunda-feira, e regista 10,3% de rating e 28,3% de share, com cerca de 978 mil espectadores, liderando o horário. Ao fim de 341 episódios exibidos, o episódio final de A Impostora registou 10,8% de rating e 29,9% de share, com cerca de 1 milhão e 026 mil espectadores e foi exibido dia 30 de novembro (quinta) às 22h40, liderando o horário.
| Média | Média     | Episódios exibidos | Rating | Share | Ref.   |
| ----- | --------- | ------------------ | ------ | ----- | ------ |
| 2016  | Setembro  | 24                 | 13,6%  | 29,9% | [ 13 ] |
| 2016  | Outubro   | 23                 | 12,7%  | 27,0% | [ 14 ] |
| 2016  | Novembro  | 22                 | 11,9%  | 25,3% | [ 15 ] |
| 2016  | Dezembro  | 20                 | 12,1%  | 26,0% | [ 16 ] |
| 2017  | Janeiro   | 24                 | 10,6%  | 25,4% | [ 17 ] |
| 2017  | Fevereiro | 21                 | 10,0%  | 27,7% | [ 18 ] |
| 2017  | Março     | 22                 | 9,2%   | 26,3% | [ 18 ] |
| 2017  | Abril     | 20                 | 9,2%   | 25,4% | [ 19 ] |
| 2017  | Maio      | 21                 | 9,1%   | 25,3% | [ 20 ] |
| 2017  | Junho     | 24                 | 9,1%   | 24,8% | [ 21 ] |
| 2017  | Julho     | 25                 | 9,7%   | 25,2% | [ 22 ] |
| 2017  | Agosto    | 26                 | 8,7%   | 23,8% | [ 22 ] |
| 2017  | Setembro  | 26                 | 8,3%   | 23,7% | [ 23 ] |
| 2017  | Outubro   | 22                 | 7,8%   | 22,9% | [ 24 ] |
| 2017  | Novembro  | 21                 | 8,5%   | 24,0% | [ 25 ] |
| Total | Total     | 341                | 10,0%  | 25,5% |        |

Nota: Cada ponto de rating equivale a 95 000 espetadores. Estes dados incluem visualização em diferido.

## Curiosidades
- Teve título provisório de Falsidades.[26]
- A novela foi gravada em três países do mundo: Chile, Moçambique e Portugal.
- O projeto marcou a última participação do ator Nicolau Breyner, que veio a falecer antes de concluir as gravações.
- É a segunda novela a ser dividida em temporadas, desde, A Única Mulher.